# All the Man That I Need
All The Man That I Need è il secondo singolo estratto del terzo album in studio di Whitney Houston, I'm Your Baby Tonight nel 1990.

## Tracce
1. All the Man That I Need – 3:54
2. Dancin' on The Smooth Edge – 5:00

## Classifiche
| Classifica (1991)                               | Posizione massima |
| ----------------------------------------------- | ----------------- |
| U.S. Billboard Hot 100                          | 1                 |
| U.S. Billboard Hot R&B/Hip-Hop Singles & Tracks | 1                 |
| U.S. Billboard Adult Contemporary               | 1                 |
| UK Singles Chart                                | 13                |
| Australian Singles Chart                        | 63                |
| Germany Singles Chart                           | 37                |
| Sweden Top 60 Singles                           | 28                |
| France Singles Chart                            | 28                |